# Effectenrecht
Effectenrecht omvat regels over de toegang tot, de organisatie van en het gedrag van spelers op effectenmarkten. Het effectenrecht heeft als doel de adequate werking van effectenmarkten bevorderen en het beschermen van beleggers. 

## Nederland
Belangrijke wetgeving binnen het effectenrecht is de Wet op het financieel toezicht en de Wet giraal effectenverkeer. Vervallen zijn de Wet toezicht effectenverkeer, de Wet toezicht kredietwezen, de Wet toezicht beleggingsinstellingen, de Wet financiële dienstverlening en de Wet melding zeggenschap in ter beurze genoteerde vennootschappen.
Het effectenrecht is aan continue verandering onderhevig, niet alleen vanwege de snelle ontwikkelingen op de effectenmarkten, maar ook vanwege de richtlijnen die door de Europese Unie wordt opgelegd. Daarmee wordt het Nederlandse effectenrecht meer uniform met het effectenrecht van andere leden van de Europese Unie. 